# جانوی دوناسین
جانوی دوناسین (انگلیسی: Janoi Donacien؛ زادهٔ ۳ نوامبر ۱۹۹۳) بازیکن فوتبال اهل سنت لوسیا است.
از باشگاه‌هایی که در آن بازی کرده‌است می‌توان به باشگاه فوتبال وایکام واندررز، باشگاه فوتبال استون ویلا، باشگاه فوتبال ترانمره راورز، و باشگاه فوتبال نیوپورت کانتی اشاره کرد.